# Neshkoro, Wisconsin
Neshkoro là một làng thuộc quận Marquette, tiểu bang Wisconsin, Hoa Kỳ. Năm 2006, dân số của làng này là 453 người.